# Heinrich Philipp Zaunschliffer
Heinrich Philipp Zaunschliffer (auch Henricus Philippus Zaunschlifferus) (* 1686 in Marburg; † 14. Mai 1761 in Hanau) war ein deutscher Jurist und Hochschullehrer in Duisburg und Marburg sowie Schultheiß (Bürgermeister) in Alt-Hanau.

## Leben
Heinrich Philipp Zaunschliffer wurde als Sohn des Otto Philipp Zaunschliffer und dessen Ehefrau Anna Catharina Duysing geboren. Er absolvierte ein Studium der Rechtswissenschaften und erhielt 1711 eine Lehrberechtigung an der Philipps-Universität Marburg. Bevor er 1713 an der Hohen Landesschule in Hanau als Professor der Rechte und der Politik eingestellt  wurde, war er in Kassel als Advokat tätig. Von August 1715 an war er ordentlicher Professor an der Philosophischen Fakultät der Marburger Universität und seinem Vater beigeordnet. Im Februar 1721 wechselte er nach Duisburg und wurde hier Professor der Rechte. Diese Tätigkeit nahm er bis zu seinem Wechsel als Stadtschultheiß in Alt-Hanau und Amtmann des Büchertals wahr. 
1736 wurde er Gräflich Hanauischer Regierungs- und Konsistorialrat.
Er war verheiratet mit Christina Margarete Grimm (1703–1763). Aus der Ehe ging der Sohn Otto Friedrich (1732–1760, Gräflich-Hanauischer Konsistorial-Syndikus) hervor.

## Schriften
- 1722: Qui mea Teutopolin vestigia sponte secutus, Universitätsbibliothek Duisburg
- 1771: Dissertatio inauguralis juridica de jure [iure] ignotorum, Universität Marburg
- 1725: Squalida doctrinae facies adimatur honestae